# Helene Wessely-Kropik
Pour les articles homonymes, voir Wessely (homonymie).
Helene Wessely, née Helene Kropik, est une musicologue autrichienne née le 29 juillet 1924 à Vienne et morte le 12 mai 2011  dans cette même ville.

## Biographie
Elle a étudié à l'Université de Vienne et a obtenu son doctorat en 1950, après avoir soutenu une thèse sur Henry Purcell en tant que compositeur instrumental. 
Elle a ensuite été membre de la collection de musique de la Bibliothèque nationale autrichienne, de 1954 à 1956, puis de la Commission pour la recherche en musique de l'Académie de Vienne. 
Elle a effectué des visites d'études de 1956 à 1957, en 1958 et en 1960 en Italie, en particulier à Rome. Elle a été membre suppléante pour la publication du Denkmäler der Tonkunst in Österreich (Monuments de l'art musical autrichien), en 1977. 
Elle a rédigé de nombreuses publications et éditions consacrées notamment à Lelio Colista (1629-1680) et à Romanus Weichlein (1652-1706). 
Depuis 1951, elle était mariée à Othmar Wessely. 
Elle est décédée à Vienne en 2011.

## Publications
- Henry Purcell als Instrumentalkomponist, thèse de doctorat, Vienne, 1950.
- Lelio Colista, ein römischer Meister vor Corelli, Leben und Umwelt, 1961.
- Lelio Colista, maestro romano prima di Corelli, réédition, 2003.